# Daniel Chenevez
Daniel Chenevez, né à Nancy le 12 juin 1959, est un auteur-compositeur-interprète et réalisateur de vidéo-clips français.

## Biographie
La famille Chenevez déménage de Nancy, où Daniel est né, pour Amiens puis Lyon entre autres. Daniel Chenevez passe le baccalauréat à Vannes, où il devient organisateur de concerts, s'inscrit en sociologie à l’université de Rennes, puis en option histoire, où il côtoie des trotskistes, avant de se consacrer aux lettres modernes. Il travaille comme pianiste dans une pizzeria, moniteur de centre aéré, vendeur de barbe à papa, modèle aux beaux-arts, disc jockey dans un club gay. Dans ses deux premiers groupes, Uniforme et Opéra Dissidence (1979-1980), Daniel Chenevez est le chanteur.
En 1981, il rencontre Muriel Moreno et ils fondent ensemble Les Espions, groupe éphémère avec lequel ils sortent un 45 tours, Mata Hari. En 1982, ils forment L'Ombre Jaune première version, et se produisent aux Rencontres trans musicales de Rennes en décembre 1982. En 1984, le groupe change de nom et devient Niagara.
Daniel Chenevez est à la fois auteur, compositeur et réalisateur de l'essentiel des arrangements et vidéo-clips du groupe, qui se sépare en 1992, chacun de ses ex-membres menant ensuite une carrière distincte.
En février 1997, il sort Excentrique et Hypnose en style techno-rock. 
Il a également produit des artistes comme Les Calamités ou Helena Noguerra et écrit un album en 2004 pour Karen Mulder. Il chante Je veux être toi, de la bande originale du film Nous trois, de Renaud Bertrand, sorti en mars 2010.
Le 17 avril 2014, il sort l'EP numérique Erotisme, Cantique 25.7, un album électro-rock de six titres mixé par Dominique Blanc-Francard, puis se retire de la vie publique.

## Discographie

### Avec Les Espions
- 1981 : Mata Hari / Casse-tête jungle (Pathé Marconi/EMI) (single)[3].

### Avec Niagara
- 1986 : Encore un dernier baiser.
- 1988 : Quel enfer !.
- 1990 : Religion.
- 1992 : La Vérité.

### En solo
- 1997 : Excentrique.

- 1999 : Hypnose.

- 2014 : Erotisme, Cantique 25.7.(EP)

## Vidéographie
- 1986 : L'Amour à la plage
- 1986 : Je dois m'en aller
- 1987 : Quand la ville dort
- 1987 : Zackman - Non assistance
- 1988 : Assez!
- 1988 : Soleil d'hiver
- 1989 : Flammes de l'enfer
- 1989 : Baby Louis
- 1990 : J'ai vu
- 1990 : Pendant que les champs brûlent
- 1991 : Psychotrope
- 1991 : La vie est peut-être belle
- 1992 : Helena Noguerra - Rivière des anges
- 1992 : La Fin des étoiles
- 1993 : Un million d'années
- 1993 : Le Minotaure
- 1994 : Sinclair - Tranquille version 1
- 1997 : Je suis mou
- 1997 : Face au danger
- 1999 : Apprends la patience
- 2004 : Karen Mulder - Sors de moi
- 2014 : Sans raison aucune